# الدوري التشيكوسلوفاكي 1951
الدوري التشيكوسلوفاكي 1951 هو الموسم 45 من الدوري التشيكوسلوفاكي ‏. أشرف على تنظيمه اتحاد جمهورية التشيك لكرة القدم، وكان عدد الأندية المشاركة فيه 14، وفاز فيه نادي سلوفان براتيسلافا.